# Олссон, Силлуф
Силлуф Олссон (швед. Cilluf Olsson; 1847—1916) — шведская ткачиха, художница по текстилю.
Олссон была важной фигурой в Шведской ассоциации ремесленников.

## Биография
Родилась 15 февраля 1847 года в приходе Триде лена Кристианстад в семье из девяти детей богатого фермера и местного политика Свена Нильссона и его жены — Эльны Альгрен.
Росла в районе Ингельстада — центра старинного текстильного искусства провинции Сконе. В детстве научилась прядению, ткачеству и шитью у своей матери. В 1874 году Силлуф вышла замуж также за фермера Кристена Олссона из Хёга. У неё не было своих детей, но она стала мачехой двоих дочерей мужа.
В 1888 году она основала ткацкую школу и мастерскую по производству традиционных текстильных изделий ручной работы. Она брала выкройки из студии Густава Фьестада и копировала старые ткани со всего Сконе — среди них были гобелены и ковры, красочные рисунки других текстильных предметов. Также Олссон коллекционировала старые текстильные произведения искусства — ей приписывают сохранение многих старых традиционных ткацких и текстильных методов, цветов и узоров, которые находились под угрозой исчезновения во время индустриализации.
В свою школу Силлуф Олссон принимая учеников из Хёга. На пике популярности у неё было 15 учеников, которые были полностью размещены в школе. В 1902 году Олссон с семьёй переехала из Хёга в Ландскруну, где открыла ткацкую школу, создала собственный магазин, где организовывала выставки своей продукции. Затем семья поселилась на ферме Альфасторп в Тогарпе.
Силлуф Олссон была участницей многочисленных международных выставок, таких как Скандинавская выставка 1888 года в Копенгагене, Всемирная выставка 1893 года в Чикаго, Всемирная выставка 1900 года в Париже, а также в национальных выставках: Художественно-промышленная выставка в Стокгольме, Балтийская выставка в Мальмё и другие. В числе тех, кто приобретал работы Олссон были принцесса Ингеборга, принц Евгений Шведский, актёр Андерс де Валь, коллекционер Хедвиг Ульфспарре.
В 1896 году Силлуф Олссон написала книгу «Handbok i Enlere Väfnad», которая была опубликована издательством Gleerups в Лунде.
Была удостоена многих медалей за свои работы. В 1901 году она получила премию Sophie Adlersparres pris и медаль Handarbetets vänners medalj (за поощрение шведских текстильных ремесел). Некоторые из её произведений хранятся в Музее северных стран в Стокгольме. Многие из её тканей и оригинальные узоры находятся на семейной ферме недалеко от Лунда.
Умерла 5 марта 1916 года, была похоронена на кладбище Asmundstorp.